# Root-Raised-Cosine-Filter
Das Root-Raised-Cosine-Filter, abgekürzt RRC-Filter, ist ein in der digitalen Signalverarbeitung angewandtes elektronisches Filter, welches zur Formung von Signalimpulsen zur Übertragung über einen Kanal, wie beispielsweise einen Funkkanal, verwendet wird.

## Allgemeines
Das Root-Raised-Cosine-Filter entspricht der Wurzel (engl. root) aus dem Raised-Cosine-Filter und dient dazu, die Charakteristik des Raised-Cosine auf Sender und Empfänger gleichmäßig zu verteilen. Es stellt dann ein so genanntes Matched Filter dar und maximiert im Empfänger das Signal-Rausch-Verhältnis. Eine Besonderheit ist, dass ein Root-Raised-Cosine-Filter für sich alleine Intersymbolinterferenz (ISI) aufweist, das heißt die einzelnen Sendeimpulse „fließen“ am Übertragungskanal zeitlich ineinander. Erst die Kombination der beiden RRC-Filter bei Sender und Empfänger ergeben zusammen über die gesamte Strecke im Idealfall eine ISI-freie Übertragungsstrecke, welche eine zeitliche Unterscheidung der einzelnen Impulse erlaubt. Die einzelnen RRC-Impulse stehen orthogonal zueinander.
Das Root-Raised-Cosine-Filter ist neben dem Gauß-Filter eines der am häufigsten eingesetzten Filter zur Impulsformung bei digitalen Übertragungssystemen.

## Übertragungsfunktion

Impulsantwort h(t) eines RRC für verschiedene roll-off-Faktoren β

Der Betragsverlauf der Übertragungsfunktion Hrrc(jω) eines RRC-Filters ist gegeben durch:
{\displaystyle |H_{\mathrm {RRC} }(j\omega )|={\sqrt {|H_{\mathrm {RC} }(j\omega )|}}}
wobei Hrc(jω) die Übertragungsfunktion des Raised-Cosine-Filters darstellt.
Die Impulsantwort h(t) eines RRC-Filters ist durch den Roll-off-Faktor β, welcher die Bandbreite bestimmt, und die Dauer eines Sendesymbols Ts gekennzeichnet und besitzt folgende Form:
{\displaystyle h(t)={\begin{cases}{\dfrac {1}{\sqrt {T_{s}}}}\left(1-\beta +4{\dfrac {\beta }{\pi }}\right),&t=0\\{\dfrac {\beta }{\sqrt {2T_{s}}}}\left[\left(1+{\dfrac {2}{\pi }}\right)\sin \left({\dfrac {\pi }{4\beta }}\right)+\left(1-{\dfrac {2}{\pi }}\right)\cos \left({\dfrac {\pi }{4\beta }}\right)\right],&t=\pm {\dfrac {T_{s}}{4\beta }}\\{\dfrac {1}{\sqrt {T_{s}}}}{\dfrac {\sin \left[\pi {\dfrac {t}{T_{s}}}\left(1-\beta \right)\right]+4\beta {\dfrac {t}{T_{s}}}\cos \left[\pi {\dfrac {t}{T_{s}}}\left(1+\beta \right)\right]}{\pi {\dfrac {t}{T_{s}}}\left[1-\left(4\beta {\dfrac {t}{T_{s}}}\right)^{2}\right]}},&{\mbox{andernfalls}}\end{cases}}}

## Beispiel-Implementierung
Nachfolgend findet sich eine Beispiel-Implementierung des RRC-Filters in Python mit Hilfe von NumPy, wobei die dafür verwendete Formel aus entnommen wurde.
```
import
 
numpy
 
as
 
np

def
 
rrcosfilter
(
N
,
 
beta
,
 
Ts
,
 
Fs
):

    
"""

    Erzeugt ein Root-Raised-Cosine-Filter, welches symmetrisch zum Mittelpunkt

    verläuft.

    Parameter:

    -----------

    N : int

        Anzahl der Filterpunkte.

    beta : float

        Roll-Off Faktor im Intervall [0, 1].

    Ts : float

        Die Symbolperiode (inverse der Symbolrate) in Sekunden.

    Fs : float

        Die Abtastrate in Hertz.

    Rückgabe:

    -----------

    h_rcc : numpy.ndarray

        Die Impulsantwort des Filters als NumPy-Array.

    """

    
T_delta
 
=
 
1
/
float
(
Fs
)

    
sample_num
 
=
 
np
.
arange
(
N
)

    
h_rrc
 
=
 
np
.
zeros
(
N
,
 
dtype
=
float
)

    
for
 
x
 
in
 
sample_num
:

        
t
 
=
 
(
x
-
N
//
2
)
*
T_delta

        
if
 
t
 
==
 
0.0
:

            
scaling
 
=
 
1
/
np
.
sqrt
(
Ts
)

            
equation
 
=
 
1
-
beta
+
(
4
*
beta
/
np
.
pi
)

            
h_rrc
[
x
]
 
=
 
scaling
 
*
 
equation

        
elif
 
beta
 
!=
 
0
 
and
 
t
 
==
 
(
Ts
/
(
4
*
beta
)
 
or
 
-
Ts
/
(
4
*
beta
)):

            
scaling
 
=
 
beta
/
np
.
sqrt
(
2
*
Ts
)

            
equation
 
=
 
(
1
+
(
2
/
np
.
pi
))
*
np
.
sin
(
np
.
pi
/
(
4
*
beta
))
 
+
 
(
1
-
2
/
np
.
pi
)
*
np
.
cos
(
np
.
pi
/
(
4
*
beta
))

            
h_rrc
[
x
]
 
=
 
scaling
 
*
 
equation

        
else
:

            
scaling
 
=
 
1
/
np
.
sqrt
(
Ts
)

            
numerator
 
=
 
np
.
sin
(
np
.
pi
*
(
1
-
beta
)
*
t
/
Ts
)
 
+
 
(
4
*
beta
*
t
/
Ts
)
*
np
.
cos
(
np
.
pi
*
(
1
+
beta
)
*
t
/
Ts
)

            
denominator
 
=
 
(
np
.
pi
*
t
/
Ts
)
*
(
1
-
np
.
square
(
4
*
beta
*
t
/
Ts
))

            
equation
 
=
 
numerator
 
/
 
denominator

            
h_rrc
[
x
]
 
=
 
scaling
 
*
 
equation

    
return
 
h_rrc

sample_rrc
 
=
 
rrcosfilter
(
N
=
189
,
 
beta
=
0.22
,
 
Ts
=
1e-5
,
 
Fs
=
100e6
)

```